# Trachymene pendula
Trachymene pendula är en flockblommig växtart som beskrevs av George Bentham. Trachymene pendula ingår i släktet Trachymene och familjen flockblommiga växter. Inga underarter finns listade i Catalogue of Life.